# Montgivray
 Montgivray  es una población y comuna francesa, en la región de  Centro, departamento de Indre, en el distrito de La Châtre y cantón de La Châtre.

## Demografía
| 1336 | 1479 | 1465 | 1517 | 1661 | 1681 |
| Para los censos de 1962 a 1999 la población legal corresponde a la población sin duplicidades (Fuente: INSEE [Consultar]) |      |      |      |      |      |